# Argentina en la Copa América 2007
La selección de Argentina fue uno de los 12 equipos participantes en la Copa América 2007, El torneo se llevó a cabo del 26 de junio al 15 de julio en Venezuela.
Fue la trigesimoctava participación de Argentina, que formó parte del Grupo C, junto a Colombia, Estados Unidos y Paraguay.

## Preparación

### Partidos previos
Datos correspondientes al periodo entre la finalización de la Copa Mundial de Fútbol de 2006 y el inicio de la Copa América 2007
| Fecha                   | Lugar       | Competición |           |                      | Resultado |                      |           |
| ----------------------- | ----------- | ----------- | --------- | -------------------- | --------- | -------------------- | --------- |
| 3 de septiembre de 2006 | Londres     | Amistoso    | Brasil    | Bandera de Brasil    | 3:0 (1:0) | Bandera de Argentina | Argentina |
| 11 de octubre de 2006   | Murcia      | Amistoso    | España    | Bandera de España    | 2:1 (1:1) | Bandera de Argentina | Argentina |
| 7 de febrero de 2007    | Saint-Denis | Amistoso    | Francia   | Bandera de Francia   | 0:1 (0:1) | Bandera de Argentina | Argentina |
| 18 de abril de 2007     | Mendoza     | Amistoso    | Argentina | Bandera de Argentina | 0:0       | Bandera de Chile     | Chile     |
| 2 de junio de 2007      | Basilea     | Amistoso    | Suiza     | Bandera de Suiza     | 1:1 (0:0) | Bandera de Argentina | Argentina |
| 5 de junio de 2007      | Barcelona   | Amistoso    | Argelia   | Bandera de Argelia   | 3:4 (2:1) | Bandera de Argentina | Argentina |

#### Brasil vs. Argentina
| 3 de septiembre de 2006 | Brasil                   | 3:0 (1:0) | Argentina | Emirates Stadium, Londres                                 |                                                           |
| 16:00 (UTC+1)           | Elano 3', 68' · Kaká 90' | Reporte   |           | Asistencia: 59 032 espectadores Árbitro(s): Steve Bennett | Asistencia: 59 032 espectadores Árbitro(s): Steve Bennett |

| Uniformes | Uniformes |
| --------- | --------- |
|           |           |

#### España vs. Argentina
| 11 de octubre de 2006 | España               | 2:1 (1:1) | Argentina | Estadio Nueva Condomina, Murcia                             |                                                             |
| 21:00 (UTC+2)         | Xavi 33' · Villa 63' | Reporte   | Bilos 34' | Asistencia: 31 000 espectadores Árbitro(s): Laurent Duhamel | Asistencia: 31 000 espectadores Árbitro(s): Laurent Duhamel |

| Uniformes | Uniformes |
| --------- | --------- |
|           |           |

#### Francia vs. Argentina
| 7 de febrero de 2007 | Francia | 0:1 (0:1) | Argentina   | Estadio de Francia, Saint-Denis                           |                                                           |
| 21:00 (UTC+1)        |         | Reporte   | Saviola 15' | Asistencia: 79 867 espectadores Árbitro(s): Damir Skomina | Asistencia: 79 867 espectadores Árbitro(s): Damir Skomina |

| Uniformes | Uniformes |
| --------- | --------- |
|           |           |

#### Argentina vs. Chile
| 18 de abril de 2007 | Argentina | 0:0     | Chile | Estadio Malvinas Argentinas, Mendoza                       |                                                            |
| 21:30 (UTC+3)       |           | Reporte |       | Asistencia: 38 000 espectadores Árbitro(s): Martín Vázquez | Asistencia: 38 000 espectadores Árbitro(s): Martín Vázquez |

| Uniformes | Uniformes |
| --------- | --------- |
|           |           |

#### Suiza vs. Argentina
| 2 de junio de 2007 | Suiza        | 1:1 (0:0) | Argentina | St. Jakob-Park, Basilea                                      |                                                              |
| 20:30 (UTC+5)      | Streller 64' | Reporte   | Tévez 49' | Asistencia: 29 000 espectadores Árbitro(s): Domenico Messina | Asistencia: 29 000 espectadores Árbitro(s): Domenico Messina |

| Uniformes | Uniformes |
| --------- | --------- |
|           |           |

#### Argelia vs. Argentina
| 5 de junio de 2007 | Argelia                     | 3:4 (2:1) | Argentina                                               | Camp Nou, Barcelona                                                  |                                                                      |
| 21:00 (UTC+2)      | Yahia 9' · Belhadj 42', 76' | Reporte   | Tévez 2' (pen.) · Messi 55' (pen.), 74' · Cambiasso 58' | Asistencia: Sin datos sobre espectadores Árbitro(s): Alfonso Álvarez | Asistencia: Sin datos sobre espectadores Árbitro(s): Alfonso Álvarez |

| Uniformes | Uniformes |
| --------- | --------- |
|           |           |

## Uniforme

### Oficial

#### Manga corta
| Opción 1 | Opción 2 | Opción 3 | Opción 4 |

#### Manga larga
| Opción 1 | Opción 2 | Opción 3 | Opción 4 |

### Alternativo

#### Manga corta
| Opción 1 | Opción 2 | Opción 3 | Opción 4 |

#### Manga larga
| Opción 1 | Opción 2 | Opción 3 | Opción 4 |

### Portero

#### Manga corta
| Opción 1 | Opción 2 | Opción 3 |

#### Manga larga
| Opción 1 | Opción 2 | Opción 3 |

### Entrenamiento
|  |

### Cuerpo técnico
|  |

## Plantel

### Lista final
| N.º |                                         | Nombre                | Posición       | Edad    | PJ  | G  | Equipo                  |
| --- | --------------------------------------- | --------------------- | -------------- | ------- | --- | -- | ----------------------- |
| 1   | Bandera de la Provincia de Santa Fe     | Roberto Abbondanzieri | Guardameta     | 34 años | 32  | 0  | Getafe                  |
| 12  | Bandera de la Provincia de Santa Fe     | Juan Pablo Carrizo    | Guardameta     | 23 años | 1   | 0  | River Plate             |
| 22  | Bandera de la Provincia de Buenos Aires | Agustín Orion         | Guardameta     | 26 años | 0   | 0  | San Lorenzo de Almagro  |
| 2   | Bandera de la Provincia de Entre Ríos   | Roberto Ayala         | Defensa        | 34 años | 108 | 6  | Villarreal              |
| 3   | Bandera de la Provincia de Catamarca    | Daniel Díaz           | Defensa        | 26 años | 3   | 0  | Boca Juniors            |
| 4   | Bandera de la Provincia de Formosa      | Hugo Ibarra           | Defensa        | 33 años | 6   | 0  | Boca Juniors            |
| 6   | Bandera de la Provincia de Entre Ríos   | Gabriel Heinze        | Defensa        | 29 años | 35  | 1  | Manchester United       |
| 8   | Bandera de la Provincia de Buenos Aires | Javier Zanetti        | Defensa        | 33 años | 104 | 5  | Internazionale          |
| 15  | Bandera de la Provincia de Buenos Aires | Gabriel Milito        | Defensa        | 26 años | 21  | 0  | Real Zaragoza           |
| 17  | Bandera de la Provincia de Córdoba      | Nicolás Burdisso      | Defensa        | 26 años | 13  | 0  | Internazionale          |
| 5   | Bandera de la Provincia de Buenos Aires | Fernando Gago         | Centrocampista | 21 años | 0   | 0  | Real Madrid             |
| 10  | Bandera de la Provincia de Buenos Aires | Juan Román Riquelme   | Centrocampista | 29 años | 37  | 8  | Boca Juniors            |
| 13  | Bandera de la Ciudad de Buenos Aires    | Lucho González        | Centrocampista | 26 años | 35  | 5  | Porto                   |
| 14  | Bandera de la Provincia de Santa Fe     | Javier Mascherano     | Centrocampista | 23 años | 24  | 0  | Liverpool               |
| 16  | Bandera de la Provincia de Córdoba      | Pablo Aimar           | Centrocampista | 27 años | 44  | 7  | Real Zaragoza           |
| 19  | Bandera de la Provincia de Buenos Aires | Esteban Cambiasso     | Centrocampista | 26 años | 30  | 3  | Internazionale          |
| 20  | Bandera de la Provincia de Buenos Aires | Juan Sebastián Verón  | Centrocampista | 32 años | 55  | 9  | Estudiantes de La Plata |
| 7   | Bandera de la Provincia de Buenos Aires | Rodrigo Palacio       | Delantero      | 25 años | 2   | 0  | Boca Juniors            |
| 9   | Bandera de la Provincia de Buenos Aires | Hernán Crespo         | Delantero      | 31 años | 62  | 32 | Internazionale          |
| 11  | Bandera de la Provincia de Buenos Aires | Carlos Tévez          | Delantero      | 23 años | 29  | 6  | West Ham United         |
| 18  | Bandera de la Provincia de Santa Fe     | Lionel Messi          | Delantero      | 20 años | 14  | 4  | Barcelona               |
| 21  | Bandera de la Provincia de Buenos Aires | Diego Milito          | Delantero      | 28 años | 11  | 3  | Real Zaragoza           |
|     | Bandera de la Provincia de Buenos Aires | Alfio Basile          | Entrenador     | 63 años |     |    |                         |

#### Jugadores por liga
| Liga             | Jugadores aportados |
| ---------------- | ------------------- |
| Primera División | 7                   |
| Primera División | 7                   |
| Serie A          | 4                   |
| Premier League   | 3                   |
| Primeira Liga    | 1                   |

#### Jugadores por provincia
| Provincia       | Jugadores aportados |
| --------------- | ------------------- |
| Buenos Aires    | 11                  |
| Santa Fe        | 4                   |
| Córdoba         | 2                   |
| Entre Ríos      | 2                   |
| Capital Federal | 3                   |
| Catamarca       | 1                   |
| Formosa         | 1                   |

## Participación
- Los horarios son correspondientes a la hora local de Venezuela (UTC-4).

### Partidos
| Fecha       | Lugar          | Instancia        |           |                      | Resultado |                           |                |
| ----------- | -------------- | ---------------- | --------- | -------------------- | --------- | ------------------------- | -------------- |
| 28 de junio | Maracaibo      | Fase de grupos   | Argentina | Bandera de Argentina | 4:1 (1:1) | Bandera de Estados Unidos | Estados Unidos |
| 2 de julio  | Maracaibo      | Fase de grupos   | Argentina | Bandera de Argentina | 4:2 (3:1) | Bandera de Colombia       | Colombia       |
| 5 de julio  | Barquisimeto   | Fase de grupos   | Argentina | Bandera de Argentina | 1:0 (0:0) | Bandera de Paraguay       | Paraguay       |
| 8 de julio  | Barquisimeto   | Cuartos de final | Argentina | Bandera de Argentina | 4:0 (0:0) | Bandera de Perú           | Perú           |
| 11 de julio | Ciudad Guayana | Semifinal        | México    | Bandera de México    | 0:3 (0:1) | Bandera de Argentina      | Argentina      |
| 15 de julio | Maracaibo      | Final            | Brasil    | Bandera de Brasil    | 3:0 (1:0) | Bandera de Argentina      | Argentina      |

### Fase de grupos - Grupo C
| Selección      | Pts | PJ | PG | PE | PP | GF | GC | Dif |
| -------------- | --- | -- | -- | -- | -- | -- | -- | --- |
| Argentina      | 9   | 3  | 3  | 0  | 0  | 9  | 3  | 6   |
| Paraguay       | 6   | 3  | 2  | 0  | 1  | 8  | 2  | 6   |
| Colombia       | 3   | 3  | 1  | 0  | 2  | 3  | 9  | −6  |
| Estados Unidos | 0   | 3  | 0  | 0  | 3  | 2  | 8  | −6  |

|  | Clasificados a los cuartos de final. |

#### Argentina vs. Estados Unidos
| 28 de junio   | Argentina                               | 4:1 (1:1) | Estados Unidos    | Estadio José Encarnación Romero, Maracaibo                 |                                                            |
| 20:50 (UTC-4) | Crespo 11', 60' · Aimar 76' · Tévez 84' | Reporte   | Johnson 9' (pen.) | Asistencia: 34 500 espectadores Árbitro(s): Carlos Chandía | Asistencia: 34 500 espectadores Árbitro(s): Carlos Chandía |

| 1          | Guardameta     | Roberto Abbondanzieri |     |
| 2          | Defensa        | Roberto Ayala         |     |
| 6          | Defensa        | Gabriel Heinze        |     |
| 8          | Defensa        | Javier Zanetti        |     |
| 15         | Defensa        | Gabriel Milito        |     |
| 10         | Centrocampista | Juan Román Riquelme   |     |
| 14         | Centrocampista | Javier Mascherano     |     |
| 18         | Centrocampista | Lionel Messi          | 79' |
| 19         | Centrocampista | Esteban Cambiasso     | 58' |
| 20         | Centrocampista | Juan Sebastián Verón  | 87' |
| 9          | Delantero      | Hernán Crespo         |     |
| Entrenador | Entrenador     | Alfio Basile          |     |

| 18         | Guardameta     | Kasey Keller       |     |
| 2          | Defensa        | Marvell Wynne      |     |
| 3          | Defensa        | Jay DeMerit        |     |
| 12         | Defensa        | Jimmy Conrad       |     |
| 13         | Defensa        | Jonathan Bornstein |     |
| 5          | Centrocampista | Benny Feilhaber    |     |
| 14         | Centrocampista | Ben Olsen          | 62' |
| 19         | Centrocampista | Ricardo Clark      | 80' |
| 21         | Centrocampista | Justin Mapp        |     |
| 9          | Delantero      | Eddie Johnson      |     |
| 20         | Delantero      | Taylor Twellman    | 69' |
| Entrenador | Entrenador     | Bob Bradley        |     |

| 16 | Centrocampista | Pablo Aimar   | 58' |
| 11 | Delantero      | Carlos Tévez  | 79' |
| 5  | Centrocampista | Fernando Gago | 87' |

| 11 | Centrocampista | Eddie Gaven    | 62' |
| 8  | Delantero      | Hérculez Gómez | 69' |
| 17 | Centrocampista | Kyle Beckerman | 80' |

| Anotado | 11' | Hernán Crespo | 1:1 |
| Anotado | 60' | Hernán Crespo | 2:1 |
| Anotado | 76' | Pablo Aimar   | 3:1 |
| Anotado | 84' | Carlos Tévez  | 4:1 |

| Anotado · Penal | 9' | Eddie Johnson | 0:1 |

| Amonestado | 58' | Gabriel Milito |

| Amonestado | 73' | Jonathan Bornstein |

| Árbitro             | Carlos Chandía     |
| Árbitros asistentes | Rodrigo González   |
| Árbitros asistentes | Luis Ávila         |
| Cuarto árbitro      | Víctor Hugo Rivera |

| 1          | Guardameta     | Roberto Abbondanzieri |     |
| 2          | Defensa        | Roberto Ayala         |     |
| 6          | Defensa        | Gabriel Heinze        |     |
| 8          | Defensa        | Javier Zanetti        |     |
| 15         | Defensa        | Gabriel Milito        |     |
| 10         | Centrocampista | Juan Román Riquelme   |     |
| 14         | Centrocampista | Javier Mascherano     |     |
| 18         | Centrocampista | Lionel Messi          | 79' |
| 19         | Centrocampista | Esteban Cambiasso     | 58' |
| 20         | Centrocampista | Juan Sebastián Verón  | 87' |
| 9          | Delantero      | Hernán Crespo         |     |
| Entrenador | Entrenador     | Alfio Basile          |     |

| 18         | Guardameta     | Kasey Keller       |     |
| 2          | Defensa        | Marvell Wynne      |     |
| 3          | Defensa        | Jay DeMerit        |     |
| 12         | Defensa        | Jimmy Conrad       |     |
| 13         | Defensa        | Jonathan Bornstein |     |
| 5          | Centrocampista | Benny Feilhaber    |     |
| 14         | Centrocampista | Ben Olsen          | 62' |
| 19         | Centrocampista | Ricardo Clark      | 80' |
| 21         | Centrocampista | Justin Mapp        |     |
| 9          | Delantero      | Eddie Johnson      |     |
| 20         | Delantero      | Taylor Twellman    | 69' |
| Entrenador | Entrenador     | Bob Bradley        |     |

| 16 | Centrocampista | Pablo Aimar   | 58' |
| 11 | Delantero      | Carlos Tévez  | 79' |
| 5  | Centrocampista | Fernando Gago | 87' |

| 11 | Centrocampista | Eddie Gaven    | 62' |
| 8  | Delantero      | Hérculez Gómez | 69' |
| 17 | Centrocampista | Kyle Beckerman | 80' |

| Anotado | 11' | Hernán Crespo | 1:1 |
| Anotado | 60' | Hernán Crespo | 2:1 |
| Anotado | 76' | Pablo Aimar   | 3:1 |
| Anotado | 84' | Carlos Tévez  | 4:1 |

| Anotado · Penal | 9' | Eddie Johnson | 0:1 |

| Amonestado | 58' | Gabriel Milito |

| Amonestado | 73' | Jonathan Bornstein |

| Árbitro             | Carlos Chandía     |
| Árbitros asistentes | Rodrigo González   |
| Árbitros asistentes | Luis Ávila         |
| Cuarto árbitro      | Víctor Hugo Rivera |

#### Argentina vs. Colombia
| 2 de julio    | Argentina                                               | 4:2 (3:1) | Colombia                      | Estadio José Encarnación Romero, Maracaibo               |                                                          |
| 20:50 (UTC-4) | Crespo 20' (pen.) · Riquelme 34', 45' · D. Milito 90+1' | Reporte   | E. Perea 10' · Castrillón 76' | Asistencia: 35 000 espectadores Árbitro(s): Carlos Simon | Asistencia: 35 000 espectadores Árbitro(s): Carlos Simon |

| 1          | Guardameta     | Roberto Abbondanzieri |     |
| 2          | Defensa        | Roberto Ayala         |     |
| 6          | Defensa        | Gabriel Heinze        |     |
| 8          | Defensa        | Javier Zanetti        |     |
| 15         | Defensa        | Gabriel Milito        |     |
| 10         | Centrocampista | Juan Román Riquelme   |     |
| 14         | Centrocampista | Javier Mascherano     |     |
| 18         | Centrocampista | Lionel Messi          | 84' |
| 19         | Centrocampista | Esteban Cambiasso     |     |
| 20         | Centrocampista | Juan Sebastián Verón  | 80' |
| 9          | Delantero      | Hernán Crespo         | 21' |
| Entrenador | Entrenador     | Alfio Basile          |     |

| 1          | Guardameta     | Miguel Calero    |     |
| 2          | Defensa        | Iván Córdoba     |     |
| 4          | Defensa        | Gerardo Vallejo  |     |
| 5          | Defensa        | Javier Arizala   |     |
| 14         | Defensa        | Luis Perea       |     |
| 6          | Centrocampista | Fabián Vargas    |     |
| 8          | Centrocampista | David Ferreira   | 76' |
| 15         | Centrocampista | Jhon Viáfara     | 61' |
| 21         | Centrocampista | Jorge Banguero   |     |
| 7          | Delantero      | Edixon Perea     | 67' |
| 11         | Delantero      | Hugo Rodallega   |     |
| Entrenador | Entrenador     | Jorge Luis Pinto |     |

| 21 | Delantero      | Diego Milito   | 21' |
| 13 | Centrocampista | Lucho González | 80' |
| 11 | Delantero      | Carlos Tévez   | 84' |

| 17 | Centrocampista | Jaime Castrillón | 61' |
| 10 | Delantero      | Andrés Chitiva   | 67' |
| 20 | Centrocampista | Macnelly Torres  | 76' |

| Anotado · Penal | 20'   | Hernán Crespo       | 1:1 |
| Anotado         | 34'   | Juan Román Riquelme | 2:1 |
| Anotado         | 45'   | Juan Román Riquelme | 3:1 |
| Anotado         | 90+1' | Diego Milito        | 4:2 |

| Anotado | 10' | Edixon Perea     | 0:1 |
| Anotado | 76' | Jaime Castrillón | 3:2 |

| Amonestado | 13' | Gabriel Milito       |
| Amonestado | 69' | Juan Sebastián Verón |

| Amonestado           | 14' | Luis Perea     |
| Amonestado           | 16' | Javier Arizala |
| Amonestado           | 54' | Fabián Vargas  |
| Amonestado           | 79' | Jorge Banguero |
| Otorgado · Expulsado | 90' | Fabián Vargas  |

| Árbitro             | Carlos Simon    |
| Árbitros asistentes | Ednilson Corona |
| Árbitros asistentes | Wálter Rial     |
| Cuarto árbitro      | Jorge Larrionda |

| 1          | Guardameta     | Roberto Abbondanzieri |     |
| 2          | Defensa        | Roberto Ayala         |     |
| 6          | Defensa        | Gabriel Heinze        |     |
| 8          | Defensa        | Javier Zanetti        |     |
| 15         | Defensa        | Gabriel Milito        |     |
| 10         | Centrocampista | Juan Román Riquelme   |     |
| 14         | Centrocampista | Javier Mascherano     |     |
| 18         | Centrocampista | Lionel Messi          | 84' |
| 19         | Centrocampista | Esteban Cambiasso     |     |
| 20         | Centrocampista | Juan Sebastián Verón  | 80' |
| 9          | Delantero      | Hernán Crespo         | 21' |
| Entrenador | Entrenador     | Alfio Basile          |     |

| 1          | Guardameta     | Miguel Calero    |     |
| 2          | Defensa        | Iván Córdoba     |     |
| 4          | Defensa        | Gerardo Vallejo  |     |
| 5          | Defensa        | Javier Arizala   |     |
| 14         | Defensa        | Luis Perea       |     |
| 6          | Centrocampista | Fabián Vargas    |     |
| 8          | Centrocampista | David Ferreira   | 76' |
| 15         | Centrocampista | Jhon Viáfara     | 61' |
| 21         | Centrocampista | Jorge Banguero   |     |
| 7          | Delantero      | Edixon Perea     | 67' |
| 11         | Delantero      | Hugo Rodallega   |     |
| Entrenador | Entrenador     | Jorge Luis Pinto |     |

| 21 | Delantero      | Diego Milito   | 21' |
| 13 | Centrocampista | Lucho González | 80' |
| 11 | Delantero      | Carlos Tévez   | 84' |

| 17 | Centrocampista | Jaime Castrillón | 61' |
| 10 | Delantero      | Andrés Chitiva   | 67' |
| 20 | Centrocampista | Macnelly Torres  | 76' |

| Anotado · Penal | 20'   | Hernán Crespo       | 1:1 |
| Anotado         | 34'   | Juan Román Riquelme | 2:1 |
| Anotado         | 45'   | Juan Román Riquelme | 3:1 |
| Anotado         | 90+1' | Diego Milito        | 4:2 |

| Anotado | 10' | Edixon Perea     | 0:1 |
| Anotado | 76' | Jaime Castrillón | 3:2 |

| Amonestado | 13' | Gabriel Milito       |
| Amonestado | 69' | Juan Sebastián Verón |

| Amonestado           | 14' | Luis Perea     |
| Amonestado           | 16' | Javier Arizala |
| Amonestado           | 54' | Fabián Vargas  |
| Amonestado           | 79' | Jorge Banguero |
| Otorgado · Expulsado | 90' | Fabián Vargas  |

| Árbitro             | Carlos Simon    |
| Árbitros asistentes | Ednilson Corona |
| Árbitros asistentes | Wálter Rial     |
| Cuarto árbitro      | Jorge Larrionda |

#### Argentina vs. Paraguay
| 5 de julio    | Argentina      | 1:0 (0:0) | Paraguay | Estadio Metropolitano, Barquisimeto                         |                                                             |
| 20:50 (UTC-4) | Mascherano 79' | Reporte   |          | Asistencia: 37 000 espectadores Árbitro(s): Jorge Larrionda | Asistencia: 37 000 espectadores Árbitro(s): Jorge Larrionda |

| 1          | Guardameta     | Roberto Abbondanzieri |     |
| 3          | Defensa        | Daniel Alberto Díaz   |     |
| 4          | Defensa        | Hugo Ibarra           |     |
| 8          | Defensa        | Javier Zanetti        |     |
| 17         | Defensa        | Nicolás Burdisso      |     |
| 5          | Centrocampista | Fernando Gago         |     |
| 13         | Centrocampista | Lucho González        | 66' |
| 16         | Centrocampista | Pablo Aimar           | 85' |
| 19         | Centrocampista | Esteban Cambiasso     | 67' |
| 7          | Delantero      | Rodrigo Palacio       |     |
| 11         | Delantero      | Carlos Tévez          |     |
| Entrenador | Entrenador     | Alfio Basile          |     |

| 22         | Guardameta     | Aldo Bobadilla      |     |
| 2          | Defensa        | Darío Verón         |     |
| 4          | Defensa        | Julio Manzur        |     |
| 5          | Defensa        | Julio César Cáceres |     |
| 10         | Centrocampista | Julio dos Santos    | 69' |
| 11         | Centrocampista | Aureliano Torres    |     |
| 15         | Centrocampista | Édgar González      |     |
| 19         | Centrocampista | Jonathan Santana    | 81' |
| 20         | Centrocampista | Enrique Vera        |     |
| 7          | Delantero      | Salvador Cabañas    |     |
| 21         | Delantero      | Nelson Cuevas       | 58' |
| Entrenador | Entrenador     | Gerardo Martino     |     |

| 14 | Centrocampista | Javier Mascherano | 66' |
| 18 | Centrocampista | Lionel Messi      | 67' |
| 2  | Defensa        | Roberto Ayala     | 85' |

| 17 | Delantero      | Dante López      | 58' |
| 8  | Centrocampista | Edgar Barreto    | 69' |
| 9  | Delantero      | Roque Santa Cruz | 81' |

| Anotado | 79' | Javier Mascherano | 1:0 |

| Amonestado | 74'   | Nicolás Burdisso |
| Amonestado | 90+2' | Rodrigo Palacio  |

| Amonestado | 9'  | Édgar González   |
| Amonestado | 39' | Jonathan Santana |
| Amonestado | 90' | Édgar Barreto    |

| Árbitro             | Jorge Larrionda   |
| Árbitros asistentes | Wálter Rial       |
| Árbitros asistentes | Ednilson Corona   |
| Cuarto árbitro      | Armando Archundia |

| 1          | Guardameta     | Roberto Abbondanzieri |     |
| 3          | Defensa        | Daniel Alberto Díaz   |     |
| 4          | Defensa        | Hugo Ibarra           |     |
| 8          | Defensa        | Javier Zanetti        |     |
| 17         | Defensa        | Nicolás Burdisso      |     |
| 5          | Centrocampista | Fernando Gago         |     |
| 13         | Centrocampista | Lucho González        | 66' |
| 16         | Centrocampista | Pablo Aimar           | 85' |
| 19         | Centrocampista | Esteban Cambiasso     | 67' |
| 7          | Delantero      | Rodrigo Palacio       |     |
| 11         | Delantero      | Carlos Tévez          |     |
| Entrenador | Entrenador     | Alfio Basile          |     |

| 22         | Guardameta     | Aldo Bobadilla      |     |
| 2          | Defensa        | Darío Verón         |     |
| 4          | Defensa        | Julio Manzur        |     |
| 5          | Defensa        | Julio César Cáceres |     |
| 10         | Centrocampista | Julio dos Santos    | 69' |
| 11         | Centrocampista | Aureliano Torres    |     |
| 15         | Centrocampista | Édgar González      |     |
| 19         | Centrocampista | Jonathan Santana    | 81' |
| 20         | Centrocampista | Enrique Vera        |     |
| 7          | Delantero      | Salvador Cabañas    |     |
| 21         | Delantero      | Nelson Cuevas       | 58' |
| Entrenador | Entrenador     | Gerardo Martino     |     |

| 14 | Centrocampista | Javier Mascherano | 66' |
| 18 | Centrocampista | Lionel Messi      | 67' |
| 2  | Defensa        | Roberto Ayala     | 85' |

| 17 | Delantero      | Dante López      | 58' |
| 8  | Centrocampista | Edgar Barreto    | 69' |
| 9  | Delantero      | Roque Santa Cruz | 81' |

| Anotado | 79' | Javier Mascherano | 1:0 |

| Amonestado | 74'   | Nicolás Burdisso |
| Amonestado | 90+2' | Rodrigo Palacio  |

| Amonestado | 9'  | Édgar González   |
| Amonestado | 39' | Jonathan Santana |
| Amonestado | 90' | Édgar Barreto    |

| Árbitro             | Jorge Larrionda   |
| Árbitros asistentes | Wálter Rial       |
| Árbitros asistentes | Ednilson Corona   |
| Cuarto árbitro      | Armando Archundia |

### Cuartos de final

#### Argentina vs. Perú
| 8 de julio    | Argentina                                      | 4:0 (0:0) | Perú | Estadio Metropolitano, Barquisimeto                      |                                                          |
| 18:50 (UTC-4) | Riquelme 47', 85' · Messi 61' · Mascherano 75' | Reporte   |      | Asistencia: 37 000 espectadores Árbitro(s): Carlos Simon | Asistencia: 37 000 espectadores Árbitro(s): Carlos Simon |

| 1          | Guardameta     | Roberto Abbondanzieri |     |
| 2          | Defensa        | Roberto Ayala         |     |
| 6          | Defensa        | Gabriel Heinze        |     |
| 8          | Defensa        | Javier Zanetti        |     |
| 15         | Defensa        | Gabriel Milito        |     |
| 10         | Centrocampista | Juan Román Riquelme   |     |
| 14         | Centrocampista | Javier Mascherano     |     |
| 18         | Centrocampista | Lionel Messi          |     |
| 19         | Centrocampista | Esteban Cambiasso     | 83' |
| 20         | Centrocampista | Juan Sebastián Verón  | 71' |
| 21         | Delantero      | Diego Milito          | 46' |
| Entrenador | Entrenador     | Alfio Basile          |     |

| 1          | Guardameta     | Leao Butrón         |     |
| 2          | Defensa        | Miguel Villalta     |     |
| 3          | Defensa        | Santiago Acasiete   |     |
| 15         | Defensa        | Edgar Villamarín    | 64' |
| 4          | Centrocampista | Walter Vílchez      |     |
| 8          | Centrocampista | Juan Carlos Bazalar |     |
| 10         | Centrocampista | Juan Carlos Mariño  | 74' |
| 13         | Centrocampista | Paolo de la Haza    |     |
| 22         | Centrocampista | John Galliquio      |     |
| 9          | Delantero      | Paolo Guerrero      | 55' |
| 14         | Delantero      | Claudio Pizarro     |     |
| Entrenador | Entrenador     | Julio César Uribe   |     |

| 11 | Delantero      | Carlos Tévez  | 46' |
| 5  | Centrocampista | Fernando Gago | 71' |
| 16 | Centrocampista | Pablo Aimar   | 83' |

| 18 | Centrocampista | Pedro García   | 55' |
| 11 | Delantero      | Ysrael Zúñiga  | 64' |
| 16 | Delantero      | Andrés Mendoza | 74' |

| Anotado | 47' | Juan Román Riquelme | 1:0 |
| Anotado | 61  | Lionel Messi        | 2:0 |
| Anotado | 75' | Javier Mascherano   | 3:0 |
| Anotado | 85' | Juan Román Riquelme | 4:0 |

| Amonestado | 15' | Roberto Ayala |

| Amonestado | 1'  | Santiago Acasiete |
| Amonestado | 30' | Paolo de la Haza  |

| Árbitro             | Carlos Simon       |
| Árbitros asistentes | Ednilson Corona    |
| Árbitros asistentes | Juan Carlos Arroyo |
| Cuarto árbitro      | Baldomero Toledo   |

| 1          | Guardameta     | Roberto Abbondanzieri |     |
| 2          | Defensa        | Roberto Ayala         |     |
| 6          | Defensa        | Gabriel Heinze        |     |
| 8          | Defensa        | Javier Zanetti        |     |
| 15         | Defensa        | Gabriel Milito        |     |
| 10         | Centrocampista | Juan Román Riquelme   |     |
| 14         | Centrocampista | Javier Mascherano     |     |
| 18         | Centrocampista | Lionel Messi          |     |
| 19         | Centrocampista | Esteban Cambiasso     | 83' |
| 20         | Centrocampista | Juan Sebastián Verón  | 71' |
| 21         | Delantero      | Diego Milito          | 46' |
| Entrenador | Entrenador     | Alfio Basile          |     |

| 1          | Guardameta     | Leao Butrón         |     |
| 2          | Defensa        | Miguel Villalta     |     |
| 3          | Defensa        | Santiago Acasiete   |     |
| 15         | Defensa        | Edgar Villamarín    | 64' |
| 4          | Centrocampista | Walter Vílchez      |     |
| 8          | Centrocampista | Juan Carlos Bazalar |     |
| 10         | Centrocampista | Juan Carlos Mariño  | 74' |
| 13         | Centrocampista | Paolo de la Haza    |     |
| 22         | Centrocampista | John Galliquio      |     |
| 9          | Delantero      | Paolo Guerrero      | 55' |
| 14         | Delantero      | Claudio Pizarro     |     |
| Entrenador | Entrenador     | Julio César Uribe   |     |

| 11 | Delantero      | Carlos Tévez  | 46' |
| 5  | Centrocampista | Fernando Gago | 71' |
| 16 | Centrocampista | Pablo Aimar   | 83' |

| 18 | Centrocampista | Pedro García   | 55' |
| 11 | Delantero      | Ysrael Zúñiga  | 64' |
| 16 | Delantero      | Andrés Mendoza | 74' |

| Anotado | 47' | Juan Román Riquelme | 1:0 |
| Anotado | 61  | Lionel Messi        | 2:0 |
| Anotado | 75' | Javier Mascherano   | 3:0 |
| Anotado | 85' | Juan Román Riquelme | 4:0 |

| Amonestado | 15' | Roberto Ayala |

| Amonestado | 1'  | Santiago Acasiete |
| Amonestado | 30' | Paolo de la Haza  |

| Árbitro             | Carlos Simon       |
| Árbitros asistentes | Ednilson Corona    |
| Árbitros asistentes | Juan Carlos Arroyo |
| Cuarto árbitro      | Baldomero Toledo   |

### Semifinales

#### México vs. Argentina
| 11 de julio   | México | 0:3 (0:1) | Argentina                                    | C. T. E. Cachamay, Ciudad Guayana                          |                                                            |
| 20:50 (UTC-4) |        | Reporte   | Heinze 45' · Messi 61' · Riquelme 65' (pen.) | Asistencia: 40 000 espectadores Árbitro(s): Carlos Chandía | Asistencia: 40 000 espectadores Árbitro(s): Carlos Chandía |

| 1          | Guardameta     | Oswaldo Sánchez   |     |
| 2          | Defensa        | Jonny Magallón    |     |
| 3          | Defensa        | Fausto Pinto      |     |
| 4          | Defensa        | Rafael Márquez    |     |
| 5          | Defensa        | Israel Castro     |     |
| 6          | Centrocampista | Gerardo Torrado   | 46' |
| 8          | Centrocampista | Jaime Correa      | 83' |
| 18         | Centrocampista | Andrés Guardado   |     |
| 20         | Centrocampista | Fernando Arce     |     |
| 12         | Delantero      | Juan Carlos Cacho | 46' |
| 21         | Delantero      | Nery Castillo     |     |
| Entrenador | Entrenador     | Hugo Sánchez      |     |

| 1          | Guardameta     | Roberto Abbondanzieri |     |
| 2          | Defensa        | Roberto Ayala         |     |
| 6          | Defensa        | Gabriel Heinze        |     |
| 8          | Defensa        | Javier Zanetti        |     |
| 15         | Defensa        | Gabriel Milito        |     |
| 10         | Centrocampista | Juan Román Riquelme   | 86' |
| 14         | Centrocampista | Javier Mascherano     |     |
| 18         | Centrocampista | Lionel Messi          |     |
| 19         | Centrocampista | Esteban Cambiasso     |     |
| 20         | Centrocampista | Juan Sebastián Verón  | 78' |
| 11         | Delantero      | Carlos Tévez          | 78' |
| Entrenador | Entrenador     | Alfio Basile          |     |

| 7  | Delantero | Alberto Medina | 46' |
| 19 | Delantero | Omar Bravo     | 46' |
| 14 | Defensa   | Gonzalo Pineda | 83' |

| 5  | Centrocampista | Fernando Gago   | 78' |
| 7  | Delantero      | Rodrigo Palacio | 78' |
| 16 | Centrocampista | Pablo Aimar     | 86' |

| Anotado         | 45' | Gabriel Heinze      | 1:0 |
| Anotado         | 61  | Lionel Messi        | 2:0 |
| Anotado · Penal | 65' | Juan Román Riquelme | 3:0 |

| Amonestado | 43' | Gerardo Torrado |
| Amonestado | 69' | Rafael Márquez  |

| Amonestado | 34' | Juan Sebastián Verón |
| Amonestado | 50' | Lionel Messi         |

| Árbitro             | Carlos Chandía     |
| Árbitros asistentes | Rodrigo González   |
| Árbitros asistentes | Luis Ávila         |
| Cuarto árbitro      | Víctor Hugo Rivera |

| 1          | Guardameta     | Oswaldo Sánchez   |     |
| 2          | Defensa        | Jonny Magallón    |     |
| 3          | Defensa        | Fausto Pinto      |     |
| 4          | Defensa        | Rafael Márquez    |     |
| 5          | Defensa        | Israel Castro     |     |
| 6          | Centrocampista | Gerardo Torrado   | 46' |
| 8          | Centrocampista | Jaime Correa      | 83' |
| 18         | Centrocampista | Andrés Guardado   |     |
| 20         | Centrocampista | Fernando Arce     |     |
| 12         | Delantero      | Juan Carlos Cacho | 46' |
| 21         | Delantero      | Nery Castillo     |     |
| Entrenador | Entrenador     | Hugo Sánchez      |     |

| 1          | Guardameta     | Roberto Abbondanzieri |     |
| 2          | Defensa        | Roberto Ayala         |     |
| 6          | Defensa        | Gabriel Heinze        |     |
| 8          | Defensa        | Javier Zanetti        |     |
| 15         | Defensa        | Gabriel Milito        |     |
| 10         | Centrocampista | Juan Román Riquelme   | 86' |
| 14         | Centrocampista | Javier Mascherano     |     |
| 18         | Centrocampista | Lionel Messi          |     |
| 19         | Centrocampista | Esteban Cambiasso     |     |
| 20         | Centrocampista | Juan Sebastián Verón  | 78' |
| 11         | Delantero      | Carlos Tévez          | 78' |
| Entrenador | Entrenador     | Alfio Basile          |     |

| 7  | Delantero | Alberto Medina | 46' |
| 19 | Delantero | Omar Bravo     | 46' |
| 14 | Defensa   | Gonzalo Pineda | 83' |

| 5  | Centrocampista | Fernando Gago   | 78' |
| 7  | Delantero      | Rodrigo Palacio | 78' |
| 16 | Centrocampista | Pablo Aimar     | 86' |

| Anotado         | 45' | Gabriel Heinze      | 1:0 |
| Anotado         | 61  | Lionel Messi        | 2:0 |
| Anotado · Penal | 65' | Juan Román Riquelme | 3:0 |

| Amonestado | 43' | Gerardo Torrado |
| Amonestado | 69' | Rafael Márquez  |

| Amonestado | 34' | Juan Sebastián Verón |
| Amonestado | 50' | Lionel Messi         |

| Árbitro             | Carlos Chandía     |
| Árbitros asistentes | Rodrigo González   |
| Árbitros asistentes | Luis Ávila         |
| Cuarto árbitro      | Víctor Hugo Rivera |

### Final

#### Brasil vs. Argentina
| 15 de julio   | Brasil                                     | 3:0 (1:0) | Argentina | Estadio José Encarnación Romero, Maracaibo                  |                                                             |
| 17:05 (UTC-4) | Baptista 4' · Ayala 40' (a.g.) · Alves 69' | Reporte   |           | Asistencia: 42 000 espectadores Árbitro(s): Carlos Amarilla | Asistencia: 42 000 espectadores Árbitro(s): Carlos Amarilla |

| 1          | Guardameta     | Doni           |     |
| 2          | Defensa        | Maicon         |     |
| 3          | Defensa        | Alex           |     |
| 4          | Defensa        | Juan           |     |
| 6          | Defensa        | Gilberto       |     |
| 5          | Centrocampista | Mineiro        |     |
| 7          | Centrocampista | Elano          | 34' |
| 17         | Centrocampista | Josué          |     |
| 19         | Centrocampista | Júlio Baptista |     |
| 9          | Delantero      | Vágner Love    | 90' |
| 11         | Delantero      | Robinho        | 90' |
| Entrenador | Entrenador     | Dunga          |     |

| 1          | Guardameta     | Roberto Abbondanzieri |     |
| 2          | Defensa        | Roberto Ayala         |     |
| 6          | Defensa        | Gabriel Heinze        |     |
| 8          | Defensa        | Javier Zanetti        |     |
| 15         | Defensa        | Gabriel Milito        |     |
| 10         | Centrocampista | Juan Román Riquelme   |     |
| 14         | Centrocampista | Javier Mascherano     |     |
| 18         | Centrocampista | Lionel Messi          |     |
| 19         | Centrocampista | Esteban Cambiasso     | 59' |
| 20         | Centrocampista | Juan Sebastián Verón  | 67' |
| 11         | Delantero      | Carlos Tévez          |     |
| Entrenador | Entrenador     | Alfio Basile          |     |

| 13 | Defensa        | Dani Alves | 34' |
| 10 | Centrocampista | Diego      | 90' |
| 18 | Centrocampista | Fernando   | 90' |

| 16 | Centrocampista | Pablo Aimar   | 59' |
| 13 | Centrocampista | Luis González | 67' |

| Anotado           | 4'  | Júlio Baptista | 1:0 |
| Anotado · Autogol | 40' | Roberto Ayala  | 2:0 |
| Anotado           | 69' | Dani Alves     | 3:0 |

| Amonestado | 37' | Alex           |
| Amonestado | 51' | Doni           |
| Amonestado | 54' | Gilberto       |
| Amonestado | 68' | Júlio Baptista |
| Amonestado | 82' | Josué          |

| Amonestado | 44' | Javier Mascherano |
| Amonestado | 75' | Carlos Tévez      |

| Árbitro             | Carlos Amarilla |
| Árbitros asistentes | Wálter Rial     |
| Árbitros asistentes | Luis Sánchez    |
| Cuarto árbitro      | Manuel Andarcia |

| 1          | Guardameta     | Doni           |     |
| 2          | Defensa        | Maicon         |     |
| 3          | Defensa        | Alex           |     |
| 4          | Defensa        | Juan           |     |
| 6          | Defensa        | Gilberto       |     |
| 5          | Centrocampista | Mineiro        |     |
| 7          | Centrocampista | Elano          | 34' |
| 17         | Centrocampista | Josué          |     |
| 19         | Centrocampista | Júlio Baptista |     |
| 9          | Delantero      | Vágner Love    | 90' |
| 11         | Delantero      | Robinho        | 90' |
| Entrenador | Entrenador     | Dunga          |     |

| 1          | Guardameta     | Roberto Abbondanzieri |     |
| 2          | Defensa        | Roberto Ayala         |     |
| 6          | Defensa        | Gabriel Heinze        |     |
| 8          | Defensa        | Javier Zanetti        |     |
| 15         | Defensa        | Gabriel Milito        |     |
| 10         | Centrocampista | Juan Román Riquelme   |     |
| 14         | Centrocampista | Javier Mascherano     |     |
| 18         | Centrocampista | Lionel Messi          |     |
| 19         | Centrocampista | Esteban Cambiasso     | 59' |
| 20         | Centrocampista | Juan Sebastián Verón  | 67' |
| 11         | Delantero      | Carlos Tévez          |     |
| Entrenador | Entrenador     | Alfio Basile          |     |

| 13 | Defensa        | Dani Alves | 34' |
| 10 | Centrocampista | Diego      | 90' |
| 18 | Centrocampista | Fernando   | 90' |

| 16 | Centrocampista | Pablo Aimar   | 59' |
| 13 | Centrocampista | Luis González | 67' |

| Anotado           | 4'  | Júlio Baptista | 1:0 |
| Anotado · Autogol | 40' | Roberto Ayala  | 2:0 |
| Anotado           | 69' | Dani Alves     | 3:0 |

| Amonestado | 37' | Alex           |
| Amonestado | 51' | Doni           |
| Amonestado | 54' | Gilberto       |
| Amonestado | 68' | Júlio Baptista |
| Amonestado | 82' | Josué          |

| Amonestado | 44' | Javier Mascherano |
| Amonestado | 75' | Carlos Tévez      |

| Árbitro             | Carlos Amarilla |
| Árbitros asistentes | Wálter Rial     |
| Árbitros asistentes | Luis Sánchez    |
| Cuarto árbitro      | Manuel Andarcia |